# Viù
Viù (arpità Vjy) és un municipi italià, situat a la ciutat metropolitana de Torí, a la regió del Piemont. L'any 2007 tenia 1.198 habitants. Està situat a la Vall de Viù (Valls de Lanzo), una de les Valls arpitanes del Piemont. Limita amb els municipis de Condove, Germagnano, Lemie, Mezzenile, Rubiana, Traves, Vallo i Varisella.

## Administració
| Període | Identitat      | Partit        |
| ------- | -------------- | ------------- |
| 2000-   | Carlo Gabriele | Llista cívica |